# Списак улица у Старчеву
|  |  |  |  |  |  |  |  |  |  |  |  |  |  |  |  |  |  |  |  |  |  |  |  |  |  |  |  |  |  |

## Бројеви
| фотографија улице | назив улице | стари назив/и | забрањен саобраћај за моторна возила |
| ----------------- | ----------- | ------------- | ------------------------------------ |
|                   | 4. октобар  | —             | —                                    |
|                   | 7. јула     | —             | —                                    |

## Б
| фотографија улице | назив улице    | стари назив/и | забрањен саобраћај за моторна возила |
| ----------------- | -------------- | ------------- | ------------------------------------ |
|                   | Банатска       | —             | —                                    |
|                   | Баштенска      | —             | —                                    |
|                   | Бечејска       | —             | —                                    |
|                   | Бориса Кидрича | —             | —                                    |

## В
| фотографија улице | назив улице     | стари назив/и | забрањен саобраћај за моторна возила |
| ----------------- | --------------- | ------------- | ------------------------------------ |
|                   | Вељка Влаховића | —             |                                      |
|                   | Виноградска     | —             |                                      |
|                   | Вишњичка        | —             |                                      |
|                   | Војвођанска     | —             |                                      |
|                   | Вршачка         | —             |                                      |
|                   | Вука Караџића   | —             |                                      |

## Д
| фотографија улице | назив улице | стари назив/и | забрањен саобраћај за моторна возила |
| ----------------- | ----------- | ------------- | ------------------------------------ |
|                   | Дунавска    | —             |                                      |

## Ж
| фотографија улице | назив улице     | стари назив/и | забрањен саобраћај за моторна возила |
| ----------------- | --------------- | ------------- | ------------------------------------ |
|                   | Жарка Зрењанина | —             |                                      |

## З
| фотографија улице | назив улице | стари назив/и | забрањен саобраћај за моторна возила |
| ----------------- | ----------- | ------------- | ------------------------------------ |
|                   | Зимска      | —             |                                      |
|                   | Зрењанинска | —             |                                      |

## И
| фотографија улице | назив улице     | стари назив/и | забрањен саобраћај за моторна возила |
| ----------------- | --------------- | ------------- | ------------------------------------ |
|                   | Иваначки пут    | —             | —                                    |
|                   | Иве Андрића     | —             | —                                    |
|                   | Иве Лоле Рибара | —             | —                                    |

## Ј
| фотографија улице | назив улице | стари назив/и | забрањен саобраћај за моторна возила |
| ----------------- | ----------- | ------------- | ------------------------------------ |
|                   | ЈНА         | —             | —                                    |
|                   | Јесења      | —             | —                                    |

## К
| фотографија улице | назив улице | стари назив/и | забрањен саобраћај за моторна возила |
| ----------------- | ----------- | ------------- | ------------------------------------ |
|                   | Кестенова   | Гробљанска    | —                                    |

## Л
| фотографија улице | назив улице | стари назив/и | забрањен саобраћај за моторна возила |
| ----------------- | ----------- | ------------- | ------------------------------------ |
|                   | Лењинова    | —             | —                                    |
|                   | Летња       | —             | —                                    |

## М
| фотографија улице | назив улице    | стари назив/и | забрањен саобраћај за моторна возила |
| ----------------- | -------------- | ------------- | ------------------------------------ |
|                   | Максима Горког | —             | —                                    |
|                   | Мала           | —             | —                                    |
|                   | Маршала Тита   | —             | —                                    |
|                   | Матије Гупца   | —             | —                                    |
|                   | Михајла Пупина | —             | —                                    |
|                   | Моше Пијаде    | —             | —                                    |

## Н
| фотографија улице | назив улице | стари назив/и | забрањен саобраћај за моторна возила |
| ----------------- | ----------- | ------------- | ------------------------------------ |
|                   | Наделска    | —             | —                                    |
|                   | Новосадска  | —             | —                                    |

## Њ
| фотографија улице | назив улице | стари назив/и | забрањен саобраћај за моторна возила |
| ----------------- | ----------- | ------------- | ------------------------------------ |
|                   | Његошева    | —             | —                                    |

## О
| фотографија улице | назив улице | стари назив/и | забрањен саобраћај за моторна возила |
| ----------------- | ----------- | ------------- | ------------------------------------ |
|                   | Омладинска  | —             | —                                    |
|                   | Ослобођења  | —             | —                                    |

## П
| фотографија улице | назив улице    | стари назив/и | забрањен саобраћај за моторна возила |
| ----------------- | -------------- | ------------- | ------------------------------------ |
|                   | Панчевачки пут | —             | —                                    |
|                   | Партизанска    | —             | —                                    |
|                   | Петра Драпшина | —             | —                                    |
|                   | Првомајска     | —             | —                                    |
|                   | Пролетерска    | —             | —                                    |
|                   | Пролетња       | —             | —                                    |

## Р
| фотографија улице | назив улице | стари назив/и | забрањен саобраћај за моторна возила |
| ----------------- | ----------- | ------------- | ------------------------------------ |
|                   | Радничка    | —             | —                                    |
|                   | Ритска      | —             | —                                    |

## С
| фотографија улице | назив улице | стари назив/и | забрањен саобраћај за моторна возила |
| ----------------- | ----------- | ------------- | ------------------------------------ |
|                   | Сомборска   | —             | —                                    |
|                   | Сремска     | —             | —                                    |
|                   | Суботичка   | —             | —                                    |

## Т
| фотографија улице | назив улице | стари назив/и | забрањен саобраћај за моторна возила |
| ----------------- | ----------- | ------------- | ------------------------------------ |
|                   | Трг неолита | —             | да                                   |

## У
| фотографија улице | назив улице | стари назив/и | забрањен саобраћај за моторна возила |
| ----------------- | ----------- | ------------- | ------------------------------------ |
|                   | Утринска    | —             |                                      |